# James Tinling
James Tinling, né le 8 mai 1889 à Seattle, États-Unis) et mort le 14 mai 1967 à Los Angeles, Californie, est un réalisateur de films américain.

## Biographie
James Tinling commence à travailler dans le cinéma pendant la période du cinéma muet en tant qu'accessoiriste et cascadeur avant de réaliser ses premiers films à partir de 1927. Il a principalement travaillé pour la 20th Century Fox dans les années 1930 et 1940. Il est considéré comme l'un des meilleurs réalisateurs de films de série B et est connu pour avoir réalisé de nombreux westerns et comédies légères, dont Charlie Chan à Shanghaï (Charlie Chan in Shanghai) (1935).

## Filmographie partielle
- 1927 : Very Confidential
- 1928 : Soft Living
- 1928 : Don't Marry
- 1929 : Sa vie m'appartient (True Heaven)
- 1929 : L'amour dispose (The Exalted Flapper)
- 1929 : Words and Music
- 1930 : Le Prix d'un baiser (One Mad Kiss)
- 1930 : For the Love o' Lil
- 1931 : The Flood
- 1932 : El caballero de la noche
- 1933 : El último varon sobre la Tierra
- 1933 : Arizona to Broadway
- 1933 : The Last Trail
- 1933 : Jimmy and Sally
- 1934 : Three on a Honeymoon
- 1934 : Quelle veine ! (Call It Luck)
- 1934 : Love Time
- 1935 : Señora casada necesita marido
- 1935 : George White's 1935 Scandals de  George White,  Harry Lachman et James Tinling
- 1935 : Les Nuits de la pampa (Under the Pampas Moon)
- 1935 : Charlie Chan à Shanghaï (Charlie Chan in Shanghai)
- 1935 : Welcome Home
- 1935 : Your Uncle Dudley
- 1936 : Every Saturday Night
- 1936 : Champagne Charlie
- 1936 : Educating Father
- 1936 : Pepper
- 1936 : Back to Nature
- 1937 : Petit Démon (The Holy Terror)
- 1937 : The Great Hospital Mystery
- 1937 : Angel's Holiday
- 1937 : Sing and Be Happy
- 1937 : Quarante-cinq Papas (45 Fathers)
- 1938 : Change of Heart
- 1938 : Monsieur Moto sur le ring (Mr. Moto's Gamble)
- 1938 : Passport Husband
- 1938 : Sharpshooters
- 1939 : Boy Friend
- 1941 : Le Dernier des Duane (Last of the Duanes)
- 1941 : Riders of the Purple Sage
- 1942 : Lone Star Ranger
- 1942 : Sundown Jim
- 1943 : Cosmo Jones in the Crime Smasher
- 1946 : Rendezvous 24
- 1946 : Deadline for Murder
- 1946 : Strange Journey
- 1946 : Dangerous Millions
- 1947 : Second Chance
- 1947 : Roses Are Red
- 1948 : Night Wind
- 1948 : Trouble Preferred
- 1951 : Les Nouveaux Exploits de Robin des Bois (Tales of Robin Hood)